# Nando Barchiesi
Nando Barchiesi (Jesi, 8 febbraio 1934 – 16 ottobre 2022) è stato un calciatore italiano, di ruolo centrocampista.

## Carriera
Dal 1950 al 1952 gioca in Serie C nello Jesi, squadra della sua città natale, con cui nell'arco di due stagioni consecutive (la 1950-1951 e la 1951-1952) totalizza 36 presenze e 3 reti in terza serie, a cui aggiunge ulteriori 22 presenze e 2 reti in IV Serie nel corso della stagione 1952-1953.
Nella stagione 1953-1954 esordisce in Serie B, categoria in cui disputa 2 partite con la maglia della Salernitana; rimane in granata anche per la stagione 1954-1955, nella quale gioca regolarmente da titolare chiudendo il campionato cadetto con un totale di 28 presenze e 3 gol. Continua a giocare alla Salernitana in Serie B anche nella stagione 1955-1956, durante la quale scende in campo in 13 occasioni e segna due gol, uno il 23 ottobre 1955 al 65' di Legnano-Salernitana (3-2) e l'altro il successivo 6 novembre in Salernitana-Parma (2-3). A fine stagione i campani retrocedono in Serie C; Barchiesi viene riconfermato anche per la stagione 1956-1957, durante la quale contribuisce al terzo posto finale della Salernitana con 2 gol in 18 presenze. Nella stagione 1957-1958, la sua quinta consecutiva ed anche ultima stagione a Salerno, realizza 3 gol in 29 partite nel campionato di Serie C, per poi lasciare la squadra con un bilancio totale di 10 gol in 90 partite, 43 delle quali (con 5 gol) in Serie B. Viene ceduto alla Sarom Ravenna, dove nella stagione 1958-1959 disputa un campionato in Serie C. Rimane a Ravenna anche l'anno successivo, sempre in Serie C. Nella stagione 1960-1961 fa parte della rosa della Lucchese che vince il campionato di Serie C, categoria in cui Barchiesi dopo le 6 presenze senza reti con i rossoneri toscani gioca anche nella stagione 1961-1962 con la maglia dell'Ascoli. Proseguì con l'Ascoli anche nella stagione successiva (per un totale di 41 presenze con i bianconeri) ed infine militò nello Jesi per una stagione, durante la quale totalizzò 14 presenze e 2 reti nel campionato di Serie D.

## Palmarès

### Club

#### Competizioni nazionali
- Serie C: 1

Lucchese: 1960-1961